# Роздольне (Сандиктауський район)
Роздо́льне (каз. Раздольное) — село у складі Сандиктауського району Акмолинської області Казахстану. Входить до складу Білгородського сільського округу.
Населення — 136 осіб (2021; 197 у 2009, 315 у 1999, 282 у 1989).
Національний склад станом на 1989 рік:
- росіяни — 66 %;
- казахи — 20 %.